# Ulesta varicornis
Ulesta varicornis là một loài tò vò trong họ Ichneumonidae.